# Stefano Mignucci
Stefano Mignucci (* 24. Dezember 1965 in Rom) ist ein italienischer Dokumentarfilmer und Filmregisseur.

## Leben
Mignucci schloss die Università di Roma in Geisteswissenschaften ab und besuchte Kurse der Kommunikationslehre. 1986 entstand sein erster Kurzfilm, Ferma nel tempo, dem in den nächsten Jahren einige andere, auch vom Fernsehen in Auftrag gegebene, folgten. 1995 kam sein Spielfilmdebüt Banditi nur in beschränkter Kopienzahl in die Kinos.
Mignucci gehört zu den Gründungsmitgliedern des Archivio Audiovisivo Mondialità, das sich vor allem um das Thema der „sozialen Ausgrenzung“ bemüht. 2001 wurde seine Fernsehserie Passaparola ausgestrahlt. 2012 führte er Regie bei Attenti a quei due.

## Filmografie (Auswahl)
- 1995: Banditi